# Neue Häuser

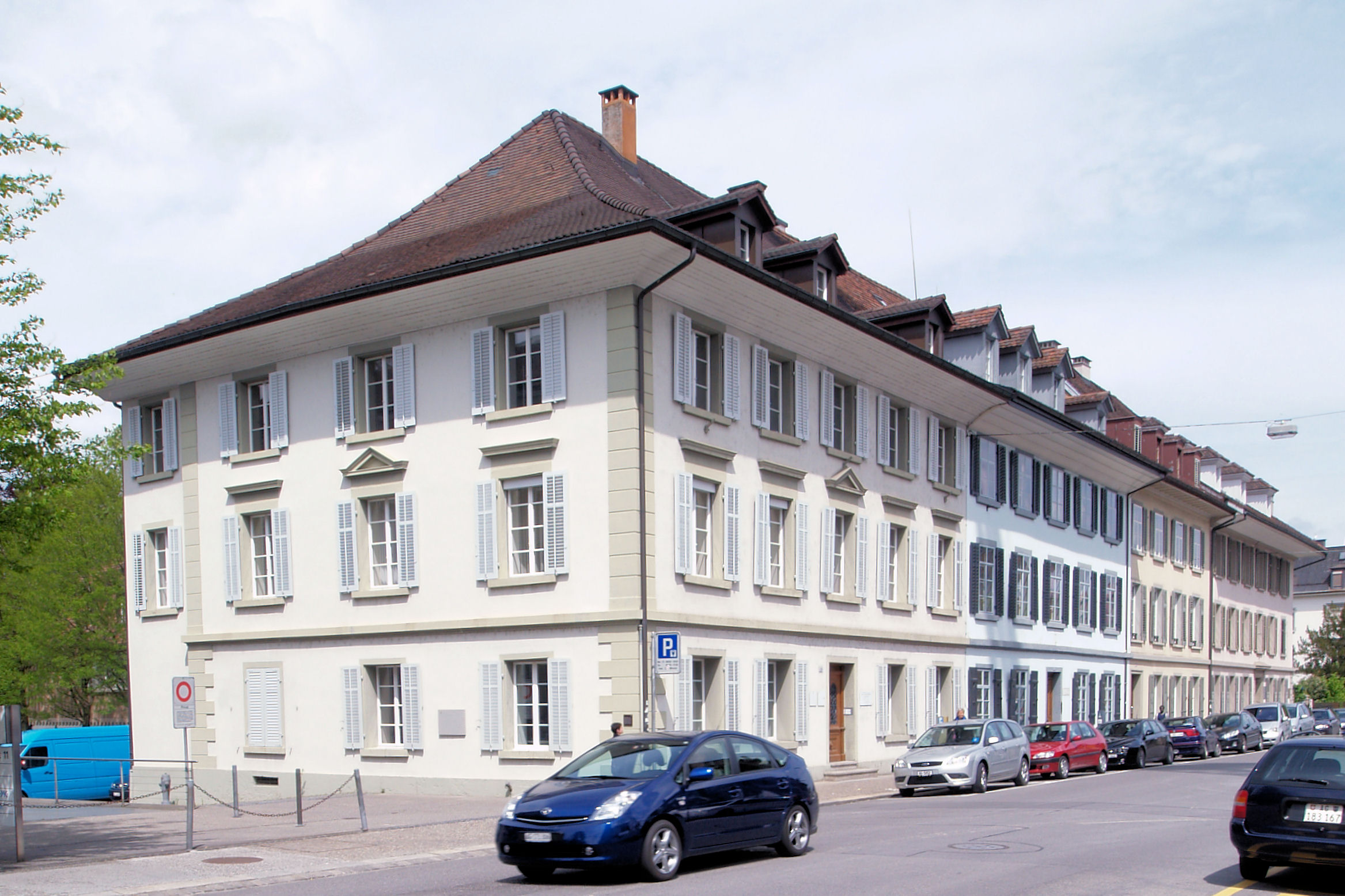
Westliche Reihe (Nr. 19–25)

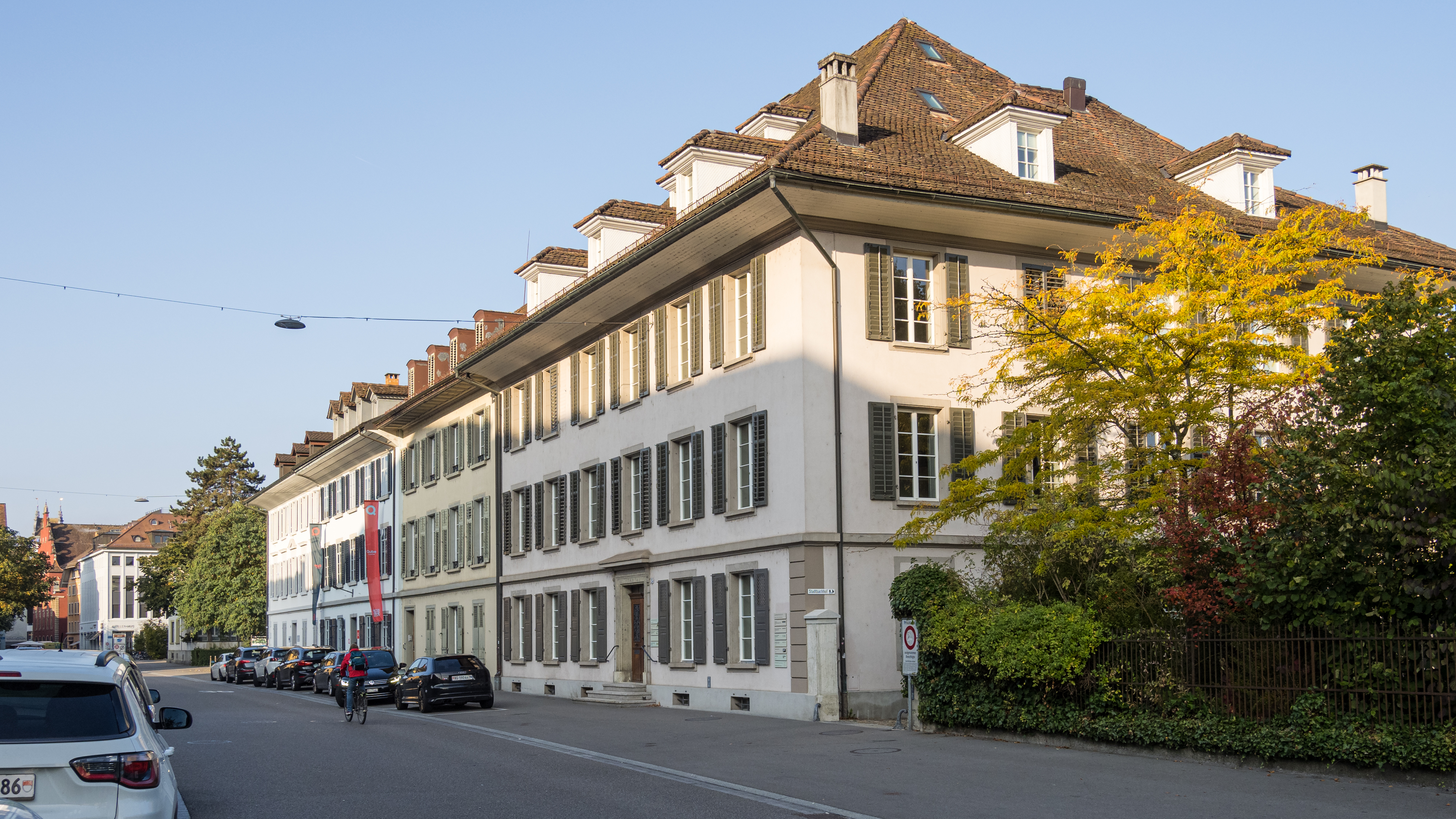
Laurenzenvorstadt 25 - 19

Als Neue Häuser werden die 15 Häuser bezeichnet, die zwischen 1798 und 1825 an der Laurenzenvorstadt in Aarau gebaut wurden. Die Häuser sind aneinander gebaut und bilden zwei Häuserblöcke. Als Baugruppe sind alle zusammen als regional schutzwürdig eingestuft und stehen somit unter der zweithöchsten in der Schweiz vergebenen Stufe des Denkmalschutzes. Die Neuen Häuser gelten als erste als Ganzes einheitlich geplante und angelegte Wohnsiedlung der Schweiz.

## Geschichte
Die Entstehung der Häuser hängt mit der Erklärung Aaraus zur Hauptstadt der Helvetischen Republik durch die französische Besatzungsmacht am 22. März 1798 zusammen. Innerhalb kürzester Zeit musste daher ein Regierungsviertel geplant werden. Schon am 26. April 1798 reichte Johann Daniel Osterrieth den «Plan d'Agrandissement de la ville d'Aarau» ein. Dieser Plan sah östlich der Altstadt das Regierungsviertel vor, wobei die Laurenzenvorstadt dessen nördliche Begrenzung gewesen wäre.
Nördlich der Strasse begann man in der letzten Maiwoche mit der Errichtung zweier ungleich langen Häuserzeilen, die so genannten Neuen Häuser. Es sind die einzigen Bauwerke, die über das Planstadium der neuen helvetischen Hauptstadt hinauskamen. Man zog den Bau der Neuen Häuser vor, da in Aarau Mangel an höherwertigem Wohnraum bestand. Die Bauleitung hatte Osterrieth zu Beginn selbst inne, als Bauaufseher wurde Johann Schneider aus Zürich angestellt. Auf den Bauplätzen waren 60 bis 90 Arbeiter beschäftigt, in den Steinbrüchen 20 bis 60 Arbeiter. Die Bruchsteine stammen aus den Aarauer Steinbrüchen, die Hausteine aus Mägenwil und Othmarsingen. Das Bauholz wurde grösstenteils aus dem Emmental bezogen und über den Wasserweg angeliefert.
Mit der Entscheidung gegen Aarau und für Luzern als Hauptstadt der helvetischen Republik im September 1798 waren die Pläne des Regierungsviertels hinfällig geworden. Auf einem Teil der verplanten Fläche baute man danach die Infanteriekaserne. In der Folge hatte man es nicht mehr so eilig mit der Erstellung der Wohnhäuser und die Zahl der Arbeiter auf der Baustelle nahm ab. Auch Osterrieth gab seine Stellung auf und zog nach Luzern, um dort der helvetischen Regierung zu Diensten zu sein.
Im Frühjahr 1799 waren zwei Häuser aufgerichtet und unter Dach sowie zwei weitere im Rohbau fertig. Die restlichen Bauten waren noch nicht weit fortgeschritten, als eben zu diesem Zeitpunkt die Kämpfe zwischen Russen und Franzosen die Bauarbeiten endgültig zum Erliegen brachten. 1803 beschloss die Stadt Aarau den Verkauf der Häuser, wobei im Kaufpreis auch das Bürgerrecht der Stadt Aarau enthalten war. Mit diesem Erlös wurden dann nacheinander die restlichen Häuser fertiggestellt. Es dauerte allerdings bis 1825, bis auch das 15. und letzte Haus fertiggestellt war.

## Bauart

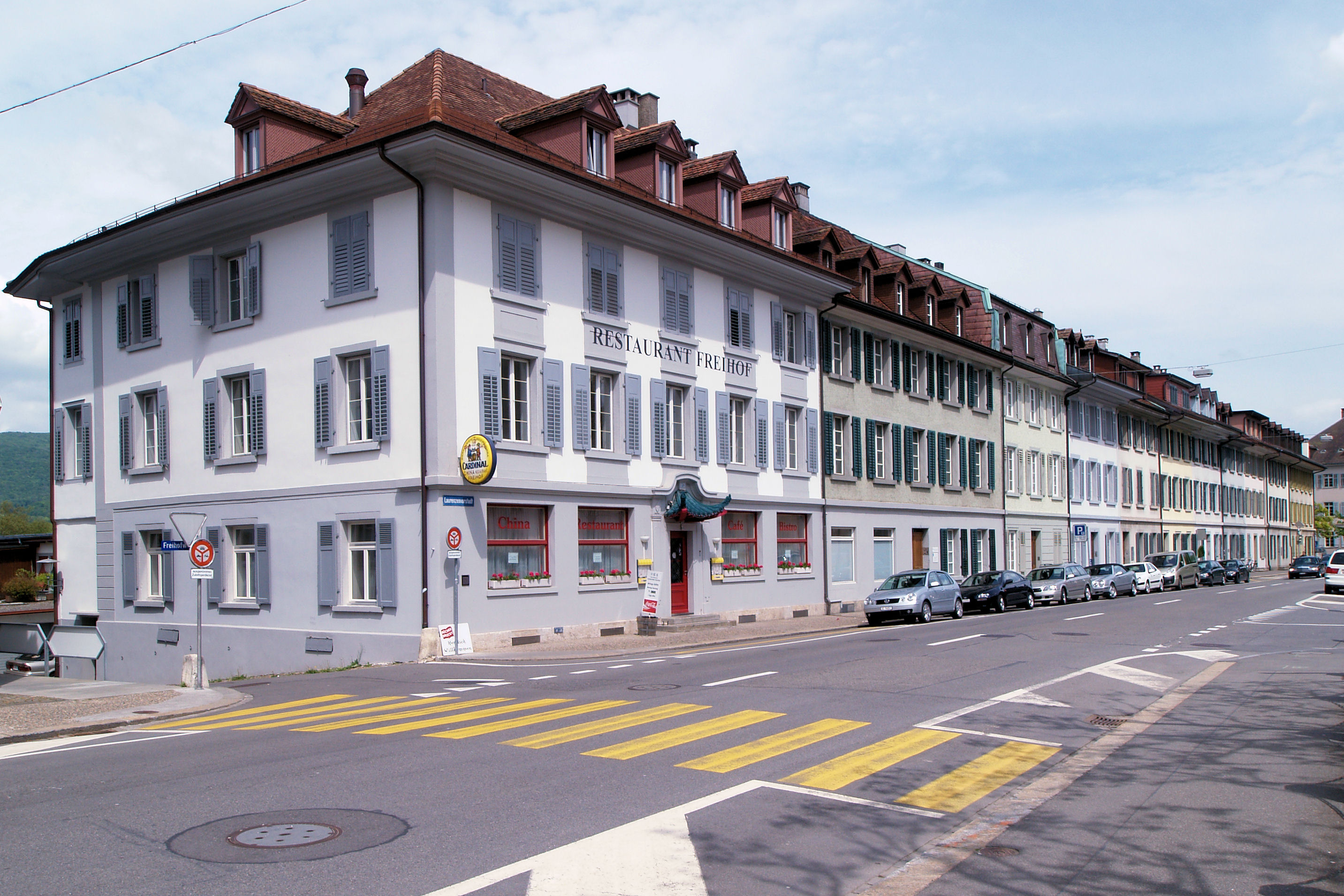
Östliche Reihe (Nr. 59–79)

Bei den Neuen Häusern handelt es sich um Mehrfamilienhäuser im gehobenen Stil, wobei sich beim Ausbaustandard zum Teil deutliche Unterschiede ergeben. Im Fassadenaufbau sind alle gleich gestaltet und zeichnen sich durch Schlichtheit aus. Die Vorderseite stösst ohne Vorgarten direkt an die Strasse, zu der sie traufständig ausgerichtet ist. Alle Häuser sind dreigeschossig, wobei es kleine Unterschiede in der Höhe des Firstes und der Traufe gibt. Diese kleinen Unterschiede ergeben keinen störenden Einfluss auf das Gesamtbild. Im Dach befindet sich Lukarnen, die ebenfalls unterschiedlich gestaltet sind. Das Erdgeschoss ist von den beiden Obergeschossen durch ein kräftiges Gurtgesims getrennt. Bedingt durch das nördlich abfallende Gelände sind die sich auf der Rückseite befindlichen Gärten durch den Keller erschlossen. Dabei steht das Kellergeschoss frei. Die Häuser besitzen zwischen drei und sechs Fensterachsen mit einem durch die ganze Hauslänge führenden Gang. An diesen Gang ist die Treppe gelegt, diese sind entweder ein- oder dreiarmig ausgeführt.

## Häuser
Die Entstehung und Besitzer der Häuser sind von Ernst Zschokke bis 1932 dokumentiert worden. Die westliche Reihe umfasst vier Häuser (Laurenzenvorstadt Nr. 19–25), die östliche Reihe elf Häuser (Laurenzenvorstadt Nr. 59–79).
Die beiden Häuser Nr. 19 und Nr. 21 waren im Frühjahr 1799 aufgerichtet und unter Dach. Sie wurden im März 1800 vom Chirurgen Benedikt Dürr gekauft. Man überliess ihm die Häuser zum Selbstkostenpreis, da die Grundstücke vor dem Bau zu seinem Garten gehörten.
Das Haus Nr. 23 wurde noch unvollendet von Benedikt und Johann Dürr 1800 gekauft. Über die Stadtbehörden als Zwischenbesitzer kam es schon 1805 an den Oberstleutnant Johann Nepomuk von Schmiel, wodurch dieser das Stadtbürgerrecht erhielt. Der neue Besitzer war der Chef der aargauischen Standeskompanie.
Im Jahr 1807 kaufte Johann Jakob Hunziker den leeren Platz zwischen den Häusern 23 und 59. Er musste sich aber verpflichten, ein zu Nr. 23 ein architektonisch passendes Haus zu bauen. Daraufhin entstand das Haus Nr. 25, welches das grösste und stattlichste aller Häuser wurde.
Das erste Haus des östlichen Reihe, Nr. 59, wurde 1803 von Jakob Emanuel Feer gekauft. Beim ersten Besitzer handelt es sich um den Regierungsstatthalter des Kantons während der Helvetik und späteren Rektor der Kantonsschule (1805–1926), er wurde später Appellationsrichter. Feer war der erste, der sich so das städtische Bürgerrecht erkaufte. Seit 1882 befindet sich in diesem Haus das Gasthaus «Zum Freihof».
Das Haus Nr. 61 wurde 1804 von Franz Hoffmann gekauft, dem ersten Rektor der Kantonsschule. Mit Verzicht auf sein Bürgerrecht verkaufte er das Haus 1807 an Heinrich Remigius Sauerländer. Dieser eröffnete im Erdgeschoss des Hauses eine Buchhandlung und baute nördlich ein niedriges Gebäude an, in dem er eine Druckerei einrichtete. Aus dieser Buchhandlung und Druckerei entstand der Verlag Sauerländer. Das Haus war bis 1899 im Besitz der Familie Sauerländer.
Das Haus Nr. 63, wurde 1806 vom Kupferstecher Johann Jakob Scheuermann aus Aarburg zusammen mit dem Stadtbürgerrecht erworben. Bei diesem Haus wurde das Dachgeschoss zwischen 1884 und 1885 umgebaut.
Das Haus Nr. 65 wurde 1808 von Johann Wilhelm Mändlin zusammen mit dem Stadtbürgerrecht erworben.
Das Haus Nr. 67 wurde 1809 im noch unausgebauten Zustand durch den Juwelier Carl Ernst Seiler aus Karlsruhe erworben. Dieser erhielt damit auch das Stadtbürgerrecht. Er verpflichtete sich, das Haus zumindest teilweise bis 1810 bewohnbar zu machen.
Das Haus Nr. 69, wurde 1810 noch im unausgebauten Zustand vom Zinngiesser Wilhelm Gottschalk aus Tilsit zusammen mit dem Stadtbürgerrecht erworben. Auch er verpflichtete sich zur Fertigstellung innerhalb von zwei Jahren. Beim ersten Besitzer handelt es sich um den Gründer der «Aarauer-Zinnfiguren Industrie». Er erwarb 1815/16 das daneben liegende noch unbebaute Grundstück, auf dem er das Haus Nr. 71 baute. Erstaunlicherweise wurden hier im Verkaufsvertrag keine Auflagen betreffend Fertigstellung gemacht.
Das Haus Nr. 73 war erst zur Hälfte fertiggestellt, als es 1811 an den Mechaniker Ludwig Essner aus Strassburg verkauft wurde. Dieser erhielt ebenfalls das Bürgerrecht. Die benötigten Mauersteine für den Ausbau durfte er unentgeltlich vom Steinbruch beziehen.
Das Haus Nr. 75 wurde von der Stadt fertiggestellt und 1817 an den Doktor Rudolf Feer verkauft, allerdings trat dieser es zu den gleichen Bedingungen fünf Tage später an den Regierungsrat Albrecht Rengger aus Brugg ab.
Rudolf Feer kaufte 1824 die letzten noch unbebaute Parzelle Nr. 77. Auf diesem Grundstück waren erst die Fundamente ausgehoben und gemauert. Der Kaufvertrag des Grundstücks war mit klaren Vorgaben versehen, durch die die Häuserreihe zu einem einheitlichen Abschluss kam.
Das Grundstück des Hauses Nr. 79 wurde 1803 vom Johann Rudolf Meyer gekauft. Zu diesem Zeitpunkt waren erst die Fundamente fertiggestellt. 1804 tauschte er das Grundstück gegen einen Garten hinter dem an sein Gut grenzenden Kornhaus mit Andreas Hagnauer jun. Dieser liess den Bauplatz unberührt und betrieb hinter dem bis zum Bach reichenden Grundstück eine Bierbrauerei. Das eigentliche Haus Nr. 79 wurde 1824 vom neuen Besitzer der Brauerei Johannes Ernst erstellt. Durch ihn erhielt das Haus 1835 das Tavernenrecht «Zum Löwen». Ernst übte dieses bis 1850 selber aus. 1851 wurde das Haus und das Tavernenrecht an die Familie Oehler verkauft.